# Naga jolokia
El Jolokia (también conocido como Bhut Jolokia, Bih Jolokia, Ghost Chili, Ghost Pepper, Naga Morich) es uno de los cinco cultivares de Capsicum frutescens que crecen en el estado de Assam (India) y otras regiones del noroeste del país. También se cultiva en Bangladés y Sri Lanka.
Al Jolokia en Latinoamérica se le conoce como Chile fantasma, que viene de ভুট জলকীয়া (Bhüt jolokia), el nombre asamés del chile. Bhüt  significa ‘butanés’ en asamés, pero ha sido confundido con el casi-homónimo ভুত (bhut, ‘fantasma’), dando lugar al nombre común de Chile fantasma en español.
Como sucede en general con las solanáceas, la frecuente hibridación de los ejemplares dio lugar a múltiples variedades sumamente diferenciadas. Las más extensamente cultivadas son la brasileña malagueta, el peri-peri africano, el Naga Jolokia o Bih Jolokia asiático y el tabasco, a partir del cual se produce la salsa del mismo nombre. Algunas de estas rivalizan con el C. Chinense (Chile habanero) en intensidad; de acuerdo a algunos informes, el Naga Jolokia superaría los 1.040.020SHU en la Escala Scoville. 
Este chile estuvo registrado en el Libro Guinness de los récords como el más picante del planeta, hasta que fue superado en el año 2010 por el «Naga Viper» que tiene 1 359 000 SHU, y en el 2011, por el Trinidad Scorpion Butch T que llega a los 1 463 700 SHU.
Más tarde sería superado por el Carolina Reaper en 2013; un chile que alcanza hasta 2 220 000 Unidades de Scoville. Se dice que es un híbrido entre Naga Jolokia y Chile habanero.

## Galería

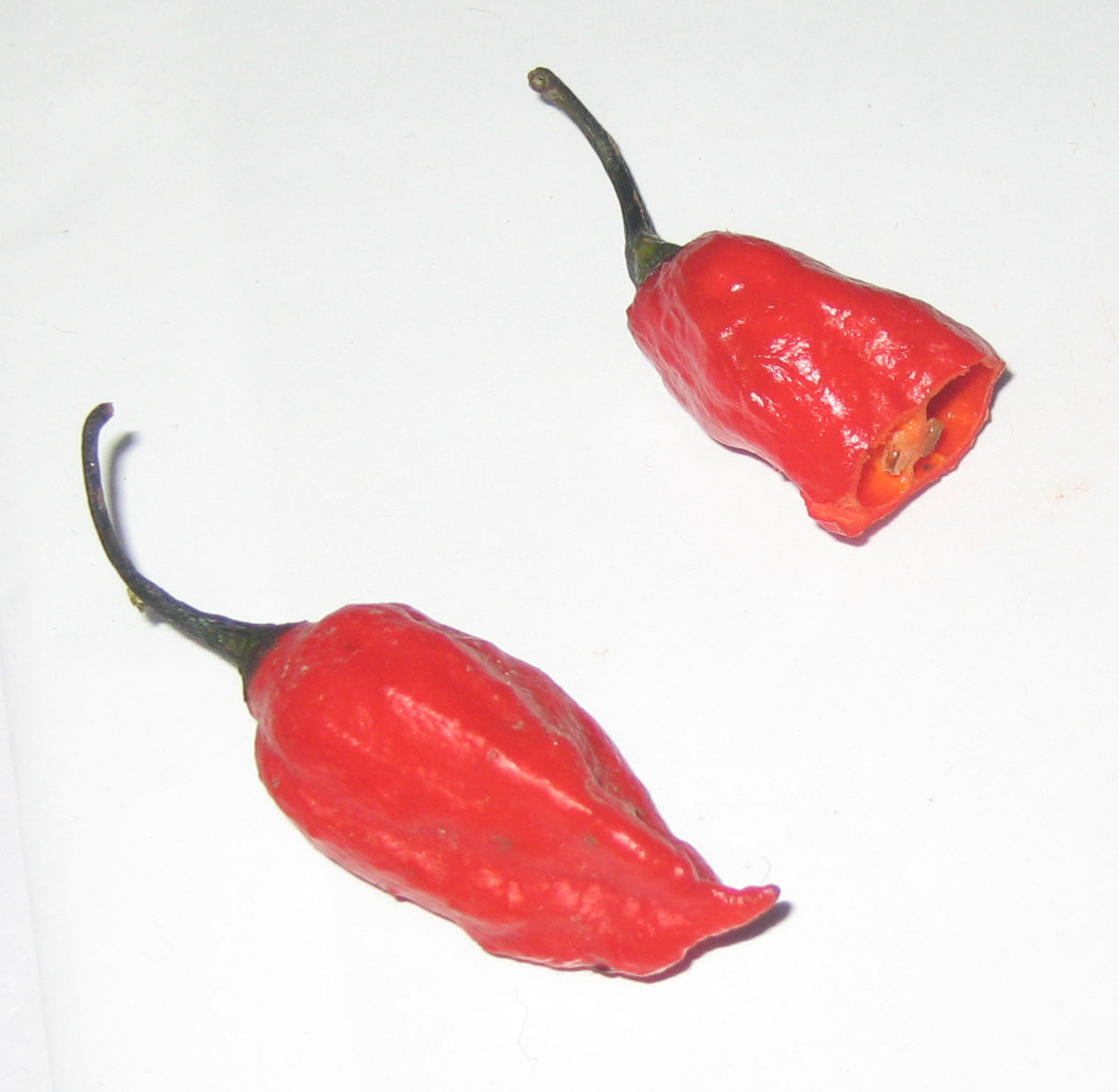
Cortado, en Tezpur, Assam, India.
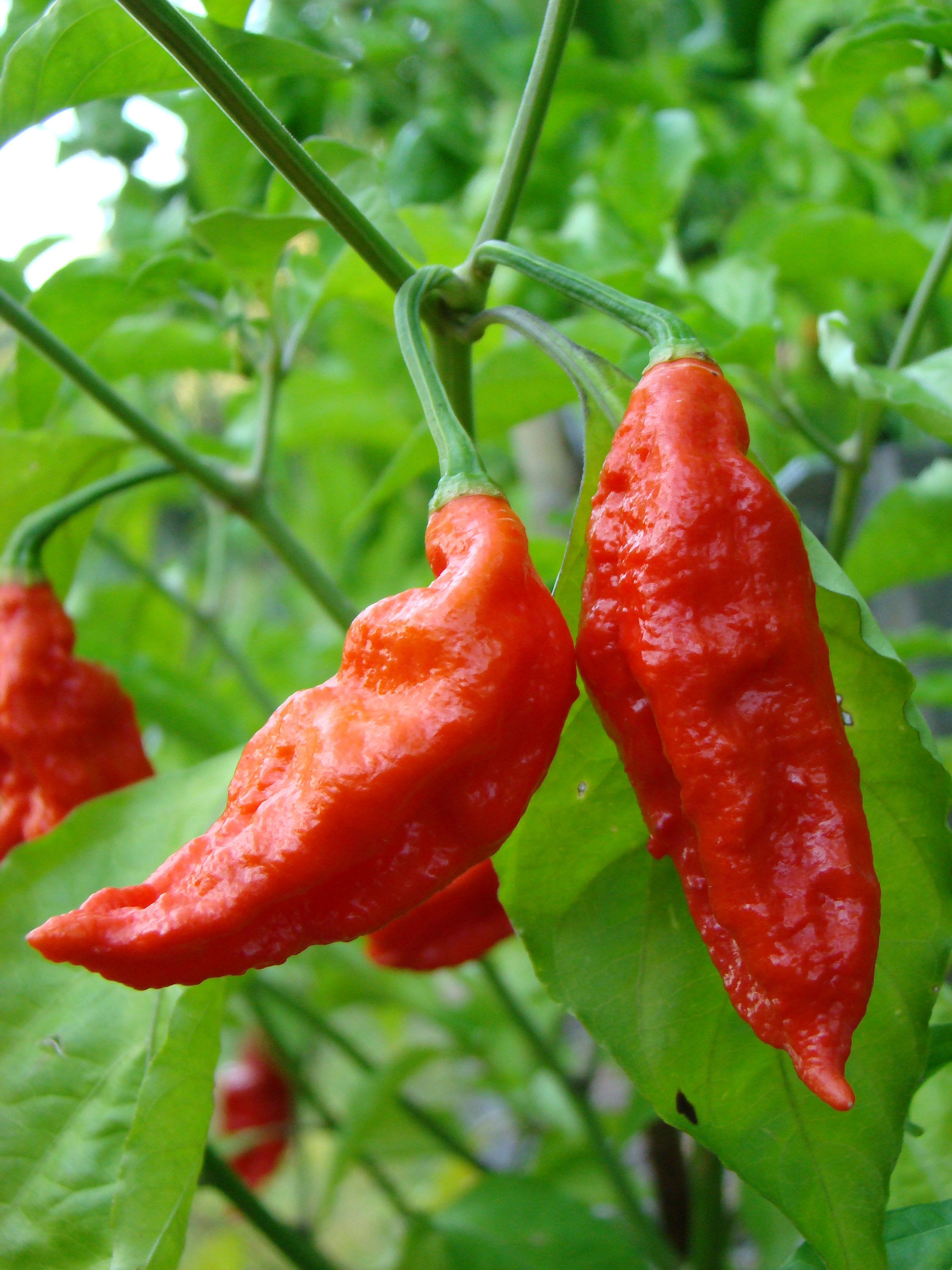
in situ.